# Beautiful Noise (nummer)
"Beautiful Noise" is een nummer van de Amerikaanse zanger Neil Diamond. Het nummer werd uitgebracht op zijn gelijknamige album uit 1976. Op 24 september dat jaar werd het nummer uitgebracht als de derde single van het album.

## Achtergrond
In "Beautiful Noise" beschrijft Diamond de sfeer in New York, de stad waar het nummer is geschreven én Diamonds' geboortestad. Hij doet dit door zich te concentreren op het geluid in de stad. Zo zingt hij onder meer over het geklak van schoenen op de straten, over een trein die over het spoor rijdt en over spelende kinderen in Central Park. Hij vergelijkt het geluid met een symfonie die hem smeekt om er een lied over te schrijven.
In een interview met het tijdschrift Q in 2008 vertelde Diamond dat hij "Beautiful Noise" schreef om Robbie Robertson, destijds gitarist van The Band, te overtuigen om het album te produceren. Hij vertelde hierover: "Wij kenden elkaar enigszins: we woonden allebei in Malibu. Maar ik wilde een nummer schrijven om hem ervan te overtuigen om met mij te werken. Ik was in een hotel in New York met mijn twee dochters. Wij zaten op de vierde verdieping, de ramen stonden wijd open, en onder ons op Fifth Avenue kwam er een Puerto Ricaanse parade langs. Mijn dochter Marjorie zei, 'Wat een prachtig geluid, papa'. Boem! Ik had de titel, ik schreef het nummer en toen ik het voor Robbie speelde vond hij het goed."
"Beautiful Noise" werd een grote hit in Europa. 
In Nederland was de plaat het meest succesvol en was op donderdag 4 november 1976 TROS Paradeplaat op de befaamde TROS donderdag op Hilversum 3 en werd mede hierdoor een gigantische hit in de destijds twee landelijke hitlijsten op de nationale publieke popzender. De plaat bereikte de 3e positie in de Nationale Hitparade en de 4e positie in de Nederlandse Top 40. In de op Hemelvaartsdag 27 mei 1976 gestarte Europese hitlijst op Hilversum 3, de TROS Europarade met dj Ferry Maat, werd de 2e positie bereikt.
In België bereikte de plaat de 6e positie in zowel de voorloper van de Vlaamse Ultratop 50 als de Vlaamse Radio 2 Top 30. In Wallonië werd de 9e positie bereikt.
In het Verenigd Koninkrijk behaalde de plaat de 13e positie in de UK Singles Chart. Opvallend genoeg werd in thuisland de Verenigde Staten de Billboard Hot 100 niet gehaald; de plaat piekte echter wel op de 8e positie in de Adult Contemporary-lijst.
Sinds de allereerste editie in december 1999 staat de plaat onafgebroken genoteerd in de jaarlijkse NPO Radio 2 Top 2000 van de Nederlandse publieke radiozender NPO Radio 2, met als hoogste notering een 248e positie in 2001.

## Hitnoteringen

### Nederlandse Top 40
| Hitnotering: 13-11-1976 t/m 22-01-1977 | Hitnotering: 13-11-1976 t/m 22-01-1977 | Hitnotering: 13-11-1976 t/m 22-01-1977 | Hitnotering: 13-11-1976 t/m 22-01-1977 | Hitnotering: 13-11-1976 t/m 22-01-1977 | Hitnotering: 13-11-1976 t/m 22-01-1977 | Hitnotering: 13-11-1976 t/m 22-01-1977 | Hitnotering: 13-11-1976 t/m 22-01-1977 | Hitnotering: 13-11-1976 t/m 22-01-1977 | Hitnotering: 13-11-1976 t/m 22-01-1977 | Hitnotering: 13-11-1976 t/m 22-01-1977 | Hitnotering: 13-11-1976 t/m 22-01-1977 | Hitnotering: 13-11-1976 t/m 22-01-1977 |
| Week                                   | 1                                      | 2                                      | 3                                      | 4                                      | 5                                      | 6                                      | 7                                      | 8                                      | 9                                      | 10                                     | 11                                     |                                        |
| -------------------------------------- | -------------------------------------- | -------------------------------------- | -------------------------------------- | -------------------------------------- | -------------------------------------- | -------------------------------------- | -------------------------------------- | -------------------------------------- | -------------------------------------- | -------------------------------------- | -------------------------------------- | -------------------------------------- |
| Positie                                | 24                                     | 12                                     | 7                                      | 5                                      | 4                                      | 4                                      | 14                                     | 21                                     | 32                                     | 33                                     | 40                                     | uit                                    |

### Nationale Hitparade
| Hitnotering: 13-11-1976 t/m 08-01-1977 | Hitnotering: 13-11-1976 t/m 08-01-1977 | Hitnotering: 13-11-1976 t/m 08-01-1977 | Hitnotering: 13-11-1976 t/m 08-01-1977 | Hitnotering: 13-11-1976 t/m 08-01-1977 | Hitnotering: 13-11-1976 t/m 08-01-1977 | Hitnotering: 13-11-1976 t/m 08-01-1977 | Hitnotering: 13-11-1976 t/m 08-01-1977 | Hitnotering: 13-11-1976 t/m 08-01-1977 | Hitnotering: 13-11-1976 t/m 08-01-1977 | Hitnotering: 13-11-1976 t/m 08-01-1977 |
| Week                                   | 1                                      | 2                                      | 3                                      | 4                                      | 5                                      | 6                                      | 7                                      | 8                                      | 9                                      |                                        |
| -------------------------------------- | -------------------------------------- | -------------------------------------- | -------------------------------------- | -------------------------------------- | -------------------------------------- | -------------------------------------- | -------------------------------------- | -------------------------------------- | -------------------------------------- | -------------------------------------- |
| Positie                                | 20                                     | 10                                     | 4                                      | 3                                      | 4                                      | 5                                      | 9                                      | 16                                     | 27                                     | uit                                    |

### TROS Europarade
TROS Paradeplaat Hilversum 3 op donderdag 04-11-1976. 
Hitnotering: 18-11-1976 t/m 06-01-1977. Hoogste notering: #2 (1 week).

### NPO Radio 2 Top 2000
| Nummer met noteringen in de NPO Radio 2 Top 2000 | '99 | '00 | '01 | '02 | '03 | '04 | '05 | '06 | '07 | '08 | '09 | '10 | '11 | '12 | '13 | '14 | '15 | '16 | '17 | '18 | '19 | '20 | '21 | '22 | '23 | '24 |
| ------------------------------------------------ | --- | --- | --- | --- | --- | --- | --- | --- | --- | --- | --- | --- | --- | --- | --- | --- | --- | --- | --- | --- | --- | --- | --- | --- | --- | --- |
| Beautiful Noise                                  | 397 | 412 | 248 | 479 | 435 | 415 | 364 | 309 | 398 | 360 | 294 | 295 | 398 | 487 | 621 | 582 | 757 | 791 | 746 | 802 | 778 | 731 | 721 | 835 | 802 | 851 |

1. ↑  Een vetgedrukt getal geeft de hoogste notering aan.

### Evergreen Top 1000
| Evergreen Top 1000 "Beautiful Noise" | Evergreen Top 1000 "Beautiful Noise" | Evergreen Top 1000 "Beautiful Noise" | Evergreen Top 1000 "Beautiful Noise" | Evergreen Top 1000 "Beautiful Noise" | Evergreen Top 1000 "Beautiful Noise" | Evergreen Top 1000 "Beautiful Noise" | Evergreen Top 1000 "Beautiful Noise" | Evergreen Top 1000 "Beautiful Noise" | Evergreen Top 1000 "Beautiful Noise" | Evergreen Top 1000 "Beautiful Noise" | Evergreen Top 1000 "Beautiful Noise" | Evergreen Top 1000 "Beautiful Noise" | Evergreen Top 1000 "Beautiful Noise" | Evergreen Top 1000 "Beautiful Noise" | Evergreen Top 1000 "Beautiful Noise" | Evergreen Top 1000 "Beautiful Noise" |
| Jaar                                 | 2008                                 | 2009                                 | 2010                                 | 2011                                 | 2012                                 | 2013                                 | 2014                                 | 2015                                 | 2016                                 | 2017                                 | 2018                                 | 2019                                 | 2020                                 | 2021                                 | 2022                                 | 2023                                 |
| ------------------------------------ | ------------------------------------ | ------------------------------------ | ------------------------------------ | ------------------------------------ | ------------------------------------ | ------------------------------------ | ------------------------------------ | ------------------------------------ | ------------------------------------ | ------------------------------------ | ------------------------------------ | ------------------------------------ | ------------------------------------ | ------------------------------------ | ------------------------------------ | ------------------------------------ |
| Positie                              | 443                                  | -                                    | -                                    | -                                    | -                                    | 297                                  | 174                                  | 226                                  | 181                                  | 109                                  | 75                                   | 131                                  | 135                                  | 111                                  | 96                                   | 123                                  |